# Spinoza et le problème de l'expression
Spinoza et le problème de l'expression (em português:  Espinosa e o problema da expressão) é um livro de 1968 do filósofo francês Gilles Deleuze, no qual o autor descreve Baruch Espinoza como um pensador solitário que pensou a filosofia como um mecanismo radical de libertação e desmistificação.
No livro, Deleuze descreve como a univocidade do ser se encaixa na teoria da substância e analisa a relação entre a teoria das ideias e a produção de verdade e sentido e a organização do afeto (por meio da eliminação das paixões tristes) a fim de alcançar a alegria e organizar o afeto) no contexto da teoria dos modos.

## Histórico de publicação
Espinosa e o problema da expressão foi publicado pela primeira vez em 1968 pela editora Les Éditions de Minuit , na França. Em 1990, a Zone Books publicou a edição em língua inglesa, feita por Martin Joughin.

## Recepção
O filósofo Alan D. Schrift, em resenha no The Cambridge Dictionary of Philosophy (2015), disse que assim como o livro Spinoza: philosophie pratique (1970), Espinosa e o problema da expressão "influenciou várias gerações do espinozismo francês".